# Nobiltà cinese

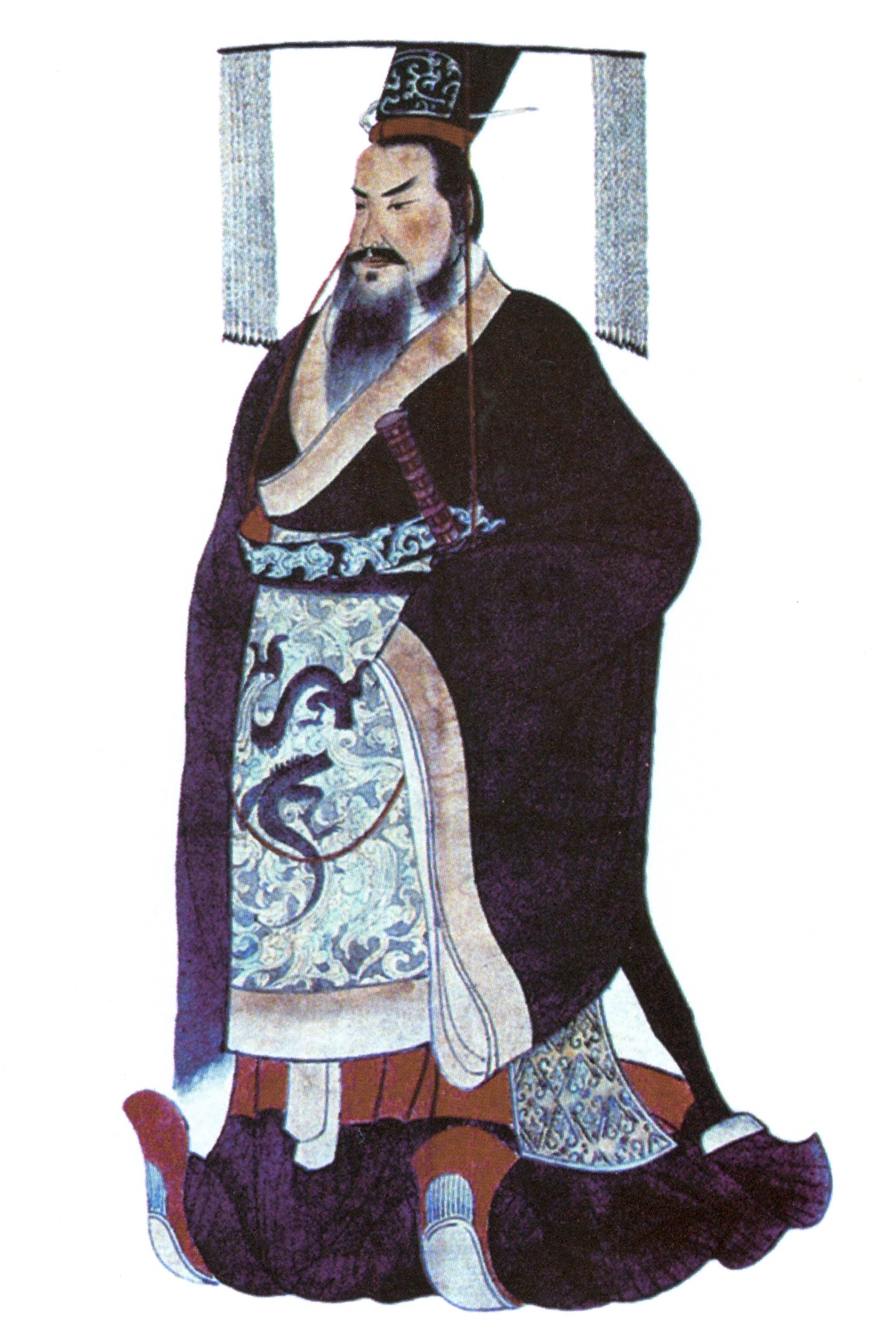
Qin Shi Huangdi, fondatore della dinastia Qin, creò il titolo di Huangdi, traducibile col termine italiano di "imperatore".

La nobiltà cinese comprende tutti gli individui e le famiglie riconosciute dall'Impero cinese come membri della classe aristocratica, quindi titolari di privilegi ereditari. La nobiltà cinese si dimostrò un elemento importante della società tradizionale e dell'organizzazione politica della Cina imperiale.
Coi concetti di eredità dei titoli nobiliari e con discendenze spesso semi-mitiche, risalenti al primo periodo della creazione dello Stato cinese, il primo sistema di nobiltà in Cina venne stabilito dalla dinastia Zhou. Nel millennio successivo, questo sistema venne perlopiù mantenuto con alcuni minimi cambiamenti, sino alla dinastia Qing che creò l'ultimo sistema nobiliare in uso nella Cina imperiale. Nel 1911 la Rivoluzione Xinhai, di stampo repubblicano, vide la dissoluzione di tutto il sistema governativo imperiale anche se la neonata Repubblica cinese mantenne i titoli nobiliari come nel caso del duca Yansheng. Anche se molte famiglie però poterono mantenere i loro titoli e la dignità di un tempo, le nuove circostanze politiche ed economiche segnarono il loro definitivo declino. Attualmente, la classe aristocratica cinese è quasi completamente scomparsa, con solo pochi detentori o pretendenti titoli che perlopiù non sono riconosciuti da alcun ente al mondo.
L'elevazione o la degradazione alla nobiltà all'epoca imperiale poteva avvenire anche postuma; Guan Yu, venne indicato in vita come marchese di Hànshòu (漢壽亭侯) durante la dinastia Han ma postumo sotto la dinastia Song venne elevato al rango di duca Zhōnghuì (忠惠公) e durante la dinastia Yuan venne promosso a principe di Xiǎnlíng Yìyǒng Wǔ'ān Yīngjì (顯靈義勇武安英濟王) e addirittura durante la dinastia Ming venne beatificato e realizzato come Santo Imperatore Guan il Gran Dio che ha sottomesso i Demoni dei Tre Mondi e che ha assoggettato molti e che muove il Cielo (三界伏魔大神威遠震天尊關聖帝君T, Sān jiè fú mó dà shén wēi yuǎn zhèn tiānzūn guān shèngdì jūnP) ed assunto a divinità popolarmente associata alla prosperità, al commercio, alla guerra ed alla polizia.

## Ranghi sovrani

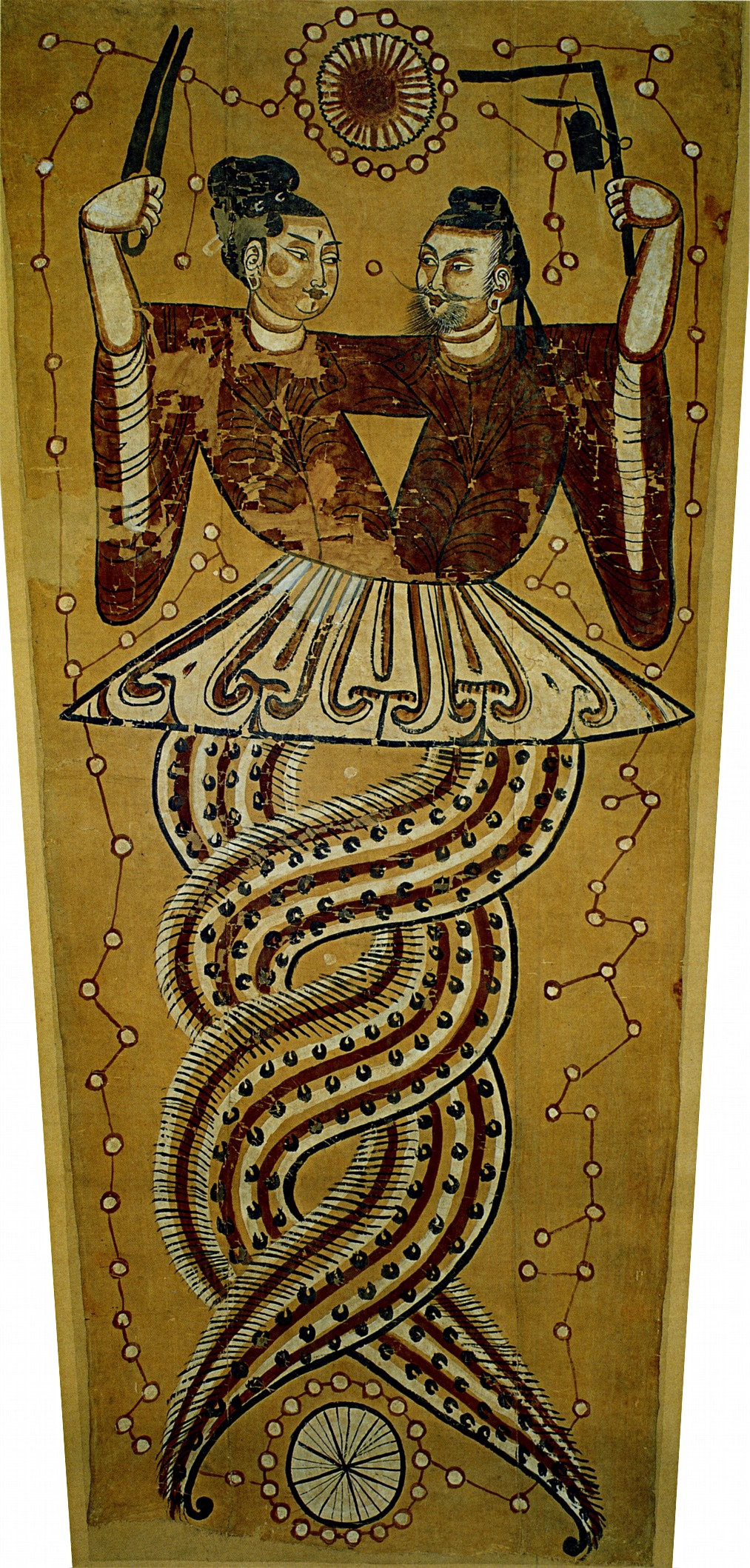
Fuxi e Nuwa tra i primi sovrani mitici della Cina

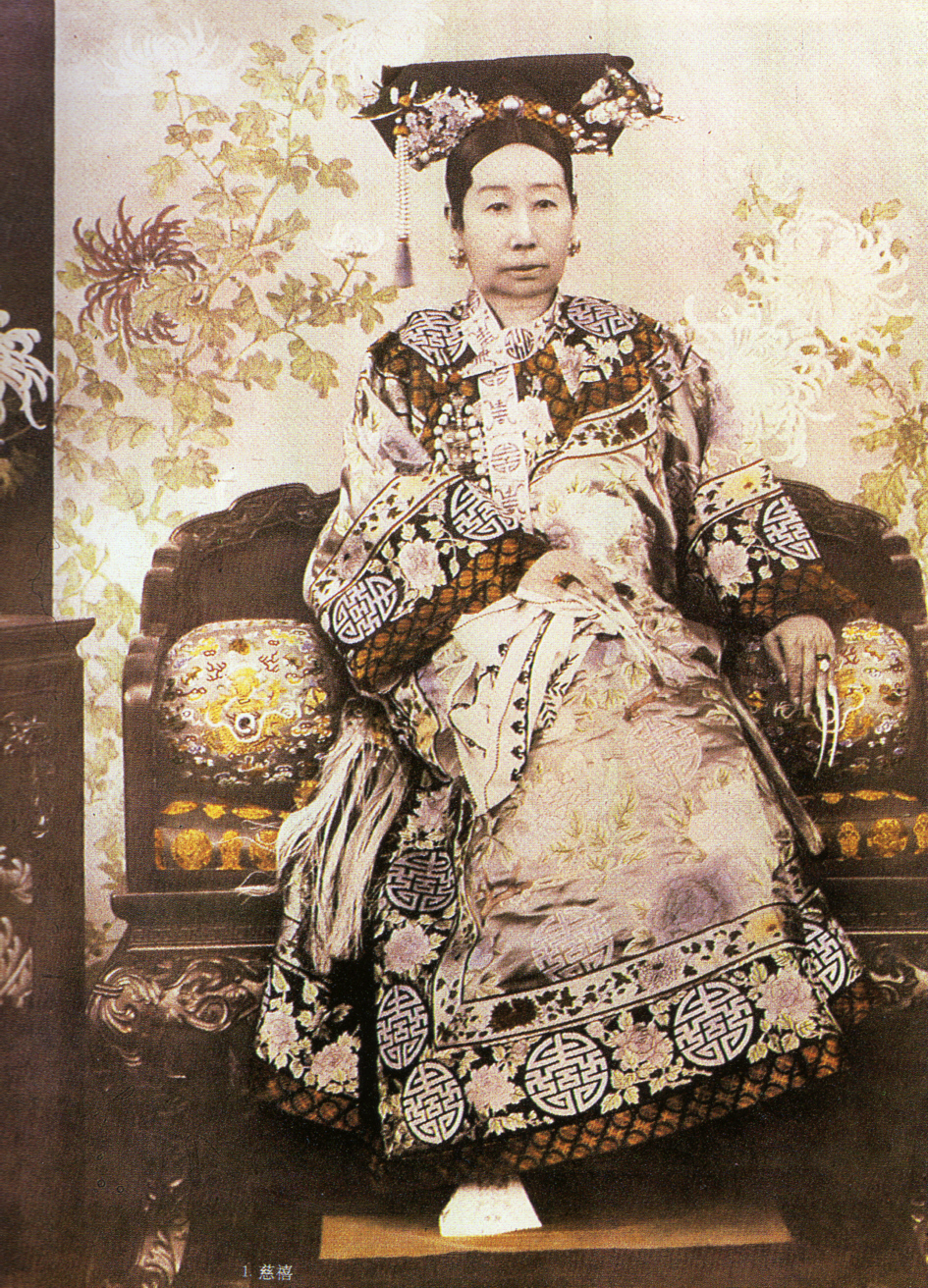
L'imperatrice vedova Cixi, reggente della Cina, considerata de facto sovrana della Cina per 47 anni dal 1861 al 1908

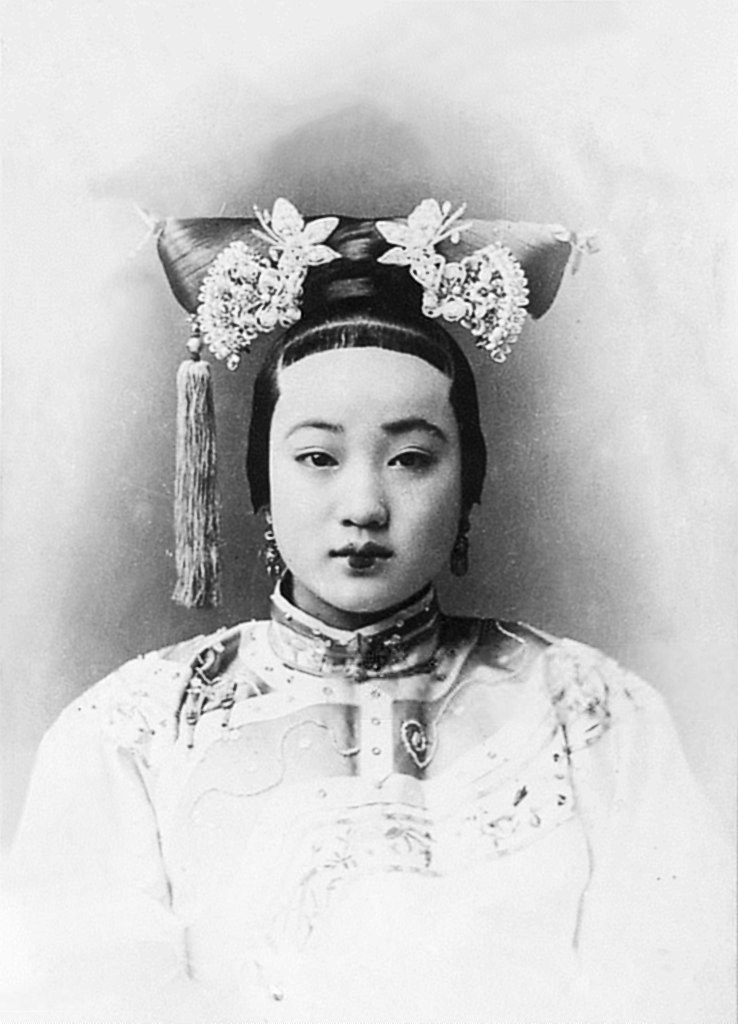
Due sorelle spose del medesimo imperatore, Guangxu, (1871–1908) sono raffigurate in queste fotografie: in questa la consorte Zhen, abbigliata con l'abito proprio delle "Concubine di perla", favorite dell'imperatore, mentre sua sorella maggiore...

L'apice della nobiltà cinese era il grado della sovranità, anche se il titolo ha subito delle variazioni nei tempi, a seconda delle sue diverse connotazioni. Nella storia cinese si riscontrano generalmente tre livelli di suprema e indipendente sovranità: l'aristocrazia, che riconosce come suo superiore un sovrano locale (capo, duca, principe) che a sua volta ha per superiore il sovrano dell'Impero.
Come titolo di nobiltà, Bà Wáng (霸王T, lett. "egemone") venne riconosciuto a quei sovrani regnanti su più capi locali e pertanto viene indicato nei linguaggi occidentali col titolo di "imperatore" inteso come colui che detiene il latino imperium sui suoi territori. Talvolta l'estensione del potere dell'imperatore si estendeva anche oltre i suoi domini diretti come nel caso del re di Corea che si trovò talvolta subordinato al potere degli imperatori cinesi, altre volte sotto i mogol o i khan indiani o mongoli. A creare ulteriore confusione, diversi imperatori cinesi presero l'abitudine di indicare i loro parenti stretti maschi come fratelli, zii o nipoti, col titolo di wang, termine cinese per re, usandolo però come titolo di cortesia e non perché essi fossero effettivamente sovrani di un dato territorio. Talvolta il titolo di re veniva concesso anche a sovrani di piccole parti dell'impero o stati di minima entità per rafforzare i legami di semi-indipendenza coi locali.
All'interno della famiglia reale, titoli corrispondenti ai moderni "principe" e "principessa" erano concessi ai discendenti immediati del sovrano, con tipologie differenti a seconda della distanza genealogica dal regnante. Alcuni regnanti potevano essere degradati in quanto conquistati dall'impero come nel caso dei re dello Stato di Shu che, dopo essere stati annessi alla Cina di Qin, vennero ribassati allo status di marchesi. Tra questi particolarmente noto è divenuto il marchese Hui di Shu che tentò una ribellione contro la signoria Qin nel 301 a.C.

### Imperatore e famiglia imperiale

#### Imperatore
Anche se formalmente era indicato come Tiānzǐ (天子, "Figlio del Cielo"), il potere dell'imperatore cinese variò da regnante a regnante e a seconda delle differenti dinastie, con alcuni imperatori che divennero monarchi assoluti ed altri furono semplicemente figure di facciata, manovrati dei funzionari di corte come eunuchi e famiglie nobili o burocrati.
- Nella prima età, semi-mitica, i sovrani erano huang (皇T, huángP) o di (帝T, dìP). Questi titoli erano complessivamente chiamati Tre Sovrani e Cinque Imperatori. Per i primi sovrani mitologici si utilizza convenzionalmente il titolo occidentale di "sovrano" anche se i sovrani si indicarono alternativamente huang o di.
- I sovrani delle dinastie Xia e Shang si chiamarono Di (帝, dì);[3] anche se tale dizione viene spesso tradotta come "re" o "imperatore" a seconda del periodo e del potere detenuto dai singoli.
- I sovrani della dinastia Zhou si definirono Wang (王 o 國王T, wáng o guó wángP), prima che la dinastia Qin rinnovasse l'uso del termine huangdi che comunque venne tradotto come "imperatore". Il titolo di "Wang" non va confuso col popolare cognome omonimo che non aveva implicazioni reali. I governanti di queste dinastie sono spesso tradotti come "re" e talvolta come "imperatore".
- Imperatore o Huangdi (皇帝T, huáng dìP) fu il titolo dei capi di stato della Cina dalla dinastia Qin nel 221 a.C. sino alla caduta della dinastia Qing nel 1911. Il primo imperatore della dinastia Qin (Qin Shi Huangdi) combinò i due titoli di huang (皇 "augusto, magnificente") e di (帝 "Dio, sovrano"). Dalla dinastia Han il termine di Huangdi venne abbreviato in huang o di.

Il titolo di imperatore veniva trasmesso solitamente di padre in figlio. Spesso, il primogenito dell'imperatrice ereditava tale incarico, passando poi al secondo in linea di successione che era il primogenito di una concubina o di una consorte di primo rango, anche se il nuovo sovrano non era universalmente riconosciuto e la successione contestata fu causa di un numero considerevole di guerre civili. A differenza del caso del Giappone, il regime degli imperatori tradizionali della Cina permetteva legalmente il cambio di dinastia e pertanto un imperatore poteva essere sostituito da un suo vincitore rivale. Questo era possibile in quanto si credeva nel Mandato del Cielo, ovvero che il potere del sovrano discendesse dal mandato conferito dal Cielo; nondimeno, il mandato dipendeva dall'esercizio, da parte del sovrano, della virtù: se questa veniva meno, il mandato veniva revocato.

#### Imperatrice, consorti, concubine e altre spose imperiali
Era generalmente accettato che una donna non potesse salire al trono cinese di diritto, ma che potesse giocare un ruolo importante come moglie di un sovrano o come reggente per un sovrano ancora in minore età, anche se vi fu un caso di imperatrice regnante, l'imperatrice Wu, il cui regno segnò la dinastia Tang. Molte donne furono le eminenze grigie di certi monarchi cinesi e ne condizionarono largamente la politica e le riforme.
Hòu (后), o "imperatrice consorte", era il titolo concesso alle prime spose ufficiali di un imperatore cinese poligamo, madre quindi del futuro imperatore, tipicamente elevata al rango di imperatrice vedova dopo la morte del marito e spesso investita del titolo di Tài Hòu(太后) o Grande Imperatrice per distinguerla dalle altre mogli. In pratica, molte imperatrici vedove cinesi furono ufficialmente delle reggenti per sovrani in minore età ma ricoprirono posizioni influenti ed esercitarono un potere quasi supremo in Cina, come nel caso dell'imperatrice Cixi, reggente, de facto sovrana in Cina per 47 anni dal 1861 al 1908.
Le Madame Imperiali, appena sotto l'imperatrice, erano spesso delle consorti alternative di rango inferiore che non potevano quindi essere investite di ruoli di governo nell'impero come reggenti.
Zhou li, i "Riti di Zhou", elencava titoli e numero di spose di un imperatore:
- 1 imperatrice (皇后T, huánghòuP)
- 3 Madame o consorti (夫人T, fūrenP)
- 9 Concubine imperiali (嬪T, pínP)
- 27 Shifu (世婦T, shìfùP)
- 81 Mogli imperiali (御妻T, yùqīP)

## Membri infeudati di dinastie detronizzate
Era tradizione in Cina per una nuova dinastia assurta al trono nobilitare di infeudare i membri della dinastia che essi avevano detronizzato con titoli nobiliari o terre date in feudo di modo che essi potessero offrire sacrifici ai loro antenati, oltre ai membri delle altre precedenti dinastie. Questa pratica era definita Èr Wáng Sān kè (二王三恪).
Quando la dinastia Xia venne detronizzata dalla dinastia Shang, i discendenti degli Xia ottennero titoli e feudi dal re Shang negli Stati di Qi e Zeng (i re di Yue si definivano discendenti da un ramo collaterale degli Xia).
Quando la dinastia Shang venne detronizzata dalla dinastia Zhou, il re Zhou garantì ai discendenti degli Shang il titolo di duca e feudi nello Stato di Song, riconfermando anche i titoli già concessi in precedenza ai discendenti degli Xia a Qi e Zeng. Confucio era un discendente dei re Shang tramite i duchi Song e i discendenti di Confucio detennero il titolo ereditario di Duca Yansheng sino al 1935.
Quando il re di Yue Wújiàng (無彊) venne conquistato dal re di Chu, quest'ultimo infeudò il primo del titolo di marchese di Ouyang Ting.
Quando la dinastia Han con l'imperatore Xian venne detronizzata dall'imperatore di Cao Wei, Cao Pi, Cao garantì all'imperatore Xian il titolo di duca di Shānyáng (山陽公). Suo nipote Liú Kāng (劉康) ereditò il suo ducato, che permanette per i successivi 75 anni con altri due duchi, Liú Jǐn (劉瑾) e Liú Qiū (劉秋), sino a quando la linea non venne sterminata con l'invasione delle tribù Xiongnu nel 309 circa, durante la dinastia Jìn.
Gli imperatori Shu Han pervennero da un ramo cadetto della dinastia Han. Quando l'imperatore Shu Han, Liu Shan, venne sconfitto da Cao Wei, questi lo infeudò del titolo di duca di Ānlè (安樂公; letteralmente "duca della pace e del conforto") mentre i suoi figli e nipoti divennero marchesi. Liu Shan morì nel 271 a Luoyang, ed ottenne il nome postumo di "Duca Sī di Ānlè" (安樂思公; letteralmente "il profondo pensatore duca di Anle"). Il suo ducato durò diverse generazioni durante la dinastia Jìn prima di estinguersi coi tumulti Wu Hu (letteralmente "Cinque barbari").
Quando gli Wu orientali vennero sconfitti dalla dinastia Jìn, l'imperatore garantì allo sconfitto Sun Hao il titolo di "Marchese di Guiming". I figli di Sun Hao divennero ufficiali nel governo imperiale Jìn.
Quando l'imperatore Jìn, Gong di Jìn, venne detronizzato dall'imperatore della dinastia Liu Song, Wu di Liu Song, quest'ultimo infeudò Gong col titolo di principe di Lingling, pur facendolo uccidere poco dopo. Sima Guang, discendente della famiglia Jin, divenne cancelliere sotto la dinastia Song secoli dopo la caduta degli Jìn.
Quando l'imperatore Shun di Liu Song venne detronizzato dalla dinastia Qi meridionale con l'imperatore Gao dei Qi del sud, Gao infeudò Shun del titolo di principe Ruyin, facendolo uccidere comunque poco dopo.
Quando l'imperatore He dei Qi del sud venne detronizzato dalla dinastia Liang con l'imperatore Wu di Liang, quest'ultimo infeudò il primo del titolo di principe di Baling, facendolo uccidere comunque poco dopo.
Quando l'imperatore Jing di Liang venne detronizzato dalla dinastia Chen con l'imperatore Wu di Chen, quest'ultimo infeudò il primo del titolo di principe di Jiangyin, facendolo uccidere comunque poco dopo.
La famiglia reale Xianbei Tuoba degli Wei settentrionali iniziò quindi a organizzare dei matrimonio con le élite Han cinesi e della famiglia reale attorno alla fine del V secolo a.C. Alcune famiglie reali Han vennero esiliate e fuggirono nella Cina meridionale dove sconfissero gli Xianbei. Molte figlie dell'imperatore Xiaowen degli Wei Settentrionali sposarono membri dell'élite Han cinese, come nel caso del principe reale Liu Song (刘辉), che sposò la principessa Lánlíng (蘭陵公主) degli Wei Settentrionali, La principessa Huáyáng (華陽公主) sposò Sīmǎ Fěi (司馬朏), discendente della dinastia Jin, la principessa Jǐnán (濟南公主) sposò Lú Dàoqián (盧道虔), la principessa Nányáng (南阳长公主) sposò Xiao Baoyin (萧宝夤), membro della dinastia Qi. La sorella dell'imperatore Xiaozhuang degli Wei Settentrionali, la principessa Shouyang, venne fatta sposare al capo della dinastia Liang, il figlio dell'imperatore Wu di Liang, Xiao Zong (蕭綜).
Quando la dinastia Jin Orientale ebbe termine la dinastia Wei Settentrionale accolse il principe Sima Chuzhi (司馬楚之) della dinastia Jin come rifugiato. La principessa dei Wei Settentrionali sposò Sima Chuzhi, dando alla luce Sima Jinlong (司馬金龍). La figlia del re dei Liang Settentrionali Juqu Mujian sposò Sima Jinlong.
Quando la dinastia Qi Settentrionale con l'imperatore Gao Heng venne detronizzata dalla dinastia Zhou Settentrionale con l'imperatore Wu dei Zhou Settentrionali, l'imperatore Wu venne infeudato del titolo di duca di Wen, ma venne fatto uccidere poco dopo.
Quando la dinastia Zhou Settentrionale con l'imperatore Jing dei Zhou Settentrionali venne detronizzata dalla Sui con l'imperatore Sui Wendi, questi concesse al primo il titolo di duca di Jie, ma egli venne fatto uccidere poco dopo insieme alla maggior parte dei membri della sua famiglia, venendo comunque sepolto con tutti gli onori spettanti ad un imperatore. Il ducato passò ad un parente lontano, Yǔwén Luò (宇文洛).
Quando la dinastia Liang Occidentale (dinastie del nord e del sud) (西梁) con l'imperatore Jing dei Liang Occidentali venne detronizzata dai Sui con l'imperatore Sui Wendi, quest'ultimo infeudò il primo dei titoli di duca di Jǔ (莒公) e poi di duca di Liáng (梁公). Suo nipote Xiāo Jù (蕭鉅) ereditò il titolo di duca di Liang.
Quando la dinastia Chen con l'imperatore Chen Shubao venne detronizzata dalla dinastia Sui con l'imperatore Sui Wendi, quest'ultimo concesse al primo il titolo di duca Yáng di Chángchéng (長城煬公).
Gli imperatori della dinastia Tang si proclamarono discendenti dei duchi dei Liang Occidentali (Sedici regni) (西涼) ed diedero loro titoli imperiali postumi.
Quando la dinastia Tang con l'imperatore Ai di Tang venne detronizzata dai Liang Posteriori con l'imperatore Zhu Wen, quest'ultimo infeudò il primo del titolo di principe di Jiyin, ma poco dopo venne ucciso.
Durante il periodo dei Jin Posteriori si potevano trovare ancora ducati concessi ai discendenti delle famiglie reali Zhou, Tang e Jin Posteriori.
Quando il re Wuyue, Qian Chu, si arrese alla dinastia Song, l'imperatore Song Taizong elevò la prefettura di Yangzhou allo Stato nominale di Huaihai, ed installò Qian Chu come re di Huaihai. Nel 984, Qian Chu venne fatto re di Hannan (feudo nominale minore) e nel 987 venne ridotto nuovamente al rango di re di Hanyang, con diritto di prendere residenza a Hanyang, ma poco dopo venne creato anche principe di Xu, godendo di un allargamento del feudo. Nel 988 Qian Chu perse il suo titolo di re e venne fatto principe di Deng.
Quando la dinastia Jīn sconfisse la dinastia Liao e la dinastia Song del Nord, l'imperatore Tianzuo di Liao e l'imperatore Song Qinzong vennero dapprima infeudati con titoli secondari, rispettivamente con l'imperatore Tianzuo che divenne principe di Hǎibīn (海滨王) ("Principe delle spiagge") e l'imperatore Qinzong divenne marchese di Chónghūn (重昏, "doppiamente disordinato"); suo padre ricevette titoli simili. Nel 1141, quando le relazioni tra i Jin ed i Song del Sud si normalizzarono, ai discendenti di Qinzong venne garantito il titolo di duca (公, gong) di Tianshui Jun, mentre suo padre (già morto) ottenne postumo il titolo di principe di Tianshui Jun.
Quando il Regno di Dali venne conquistato dalla dinastia Yuan, re Duan Xingzhi di Dali venne infeudato del titolo di Maharaja dall'imperatore Yuan, Kublai Khan. La dinastia dei Song del Sud con l'imperatore Song Gongdi venne infeudata del titolo di duca di Yíng (瀛國公) da Kublai Khan, ad ogni modo l'imperatore Gegeen Khan gli ordinò poco dopo di suicidarsi. Il principe Song, Zhao Yurui, venne infeudato del titolo di duca di Píngyuán Canton (平原郡公) dall'imperatore Kublai Khan. Altri membri della famiglia imperiale Song come Zhao Mengfu e Zhao Yong vennero lasciati in vita. Zhao Yiguang fu un noto scrittore derivante dalla famiglia Song che visse durante la dinastia Ming.
Quando la dinastia Ming crollò e lasciò il posto ai Qing, gli imperatori di quest'ultima dinastia garantì ai discendenti dei Ming il titolo di Marchese di Estesa Grazia. I Qing garantirono a Zheng Keshuang del Regno di Tungning il titolo di "Duca di Hǎichéng" (海澄公) dopo la sua resa.
Quando il khan mongolo Ejei Khan si arrese ai Qing, ottenne il titolo di principe di primo rango (Qīn Wáng, 親王), titolo che mantenne sino alla sua morte nel 1661, ed ereditato poi da suo fratello minore Ābùnài (阿布奈). Abunai mostrò apertamente la sua disapprovazione verso i Manciù e venne pertanto posto agli arresti domiciliari per ordine dell'imperatore Kangxi nel 1669 ed i suoi titoli vennero concessi a suo figlio Borni (布尔尼) nel settembre di quello stesso anno. Borni (布尔尼) fu sempre attento a non mostrare segni di disprezzo nei confronti della dinastia Qing ma alla fine, nel 1675, decise di ribellarsi col fratello minore Lubuzung (罗布藏), capitanando la Rivolta dei Tre Feudatari. Ad ogni modo, i ribelli fecero l'errato conto di coinvolgere i Mongoli e dovettero presto ritirarsi dopo la decisiva battaglia del 20 aprile 1675 che sconsfisse Abunai e i suoi sostenitori che vennero poi tutti uccisi durante gli scontri.
In tempi più recenti la Repubblica cinese ha concesso all'ultimo imperatore Qing di rimanere nella Città Proibita e di mantenere i suoi titoli, trattandolo come un capo di stato straniero sino al 1924. I discendenti di Confucio, come si è detto, hanno mantenuto il loro titolo di duchi Yansheng sino al 1935 quando il titolo venne mutato in Ufficiali Sacrificali a Confucio (大成至聖先師奉祀官T, Dàchéng zhì shèng xiānshī fèngsì guānP), posizione che attualmente continuano a ricoprire, attualmente con Kung Tsui-chang.

## Aristocrazia regia e pre-imperiale

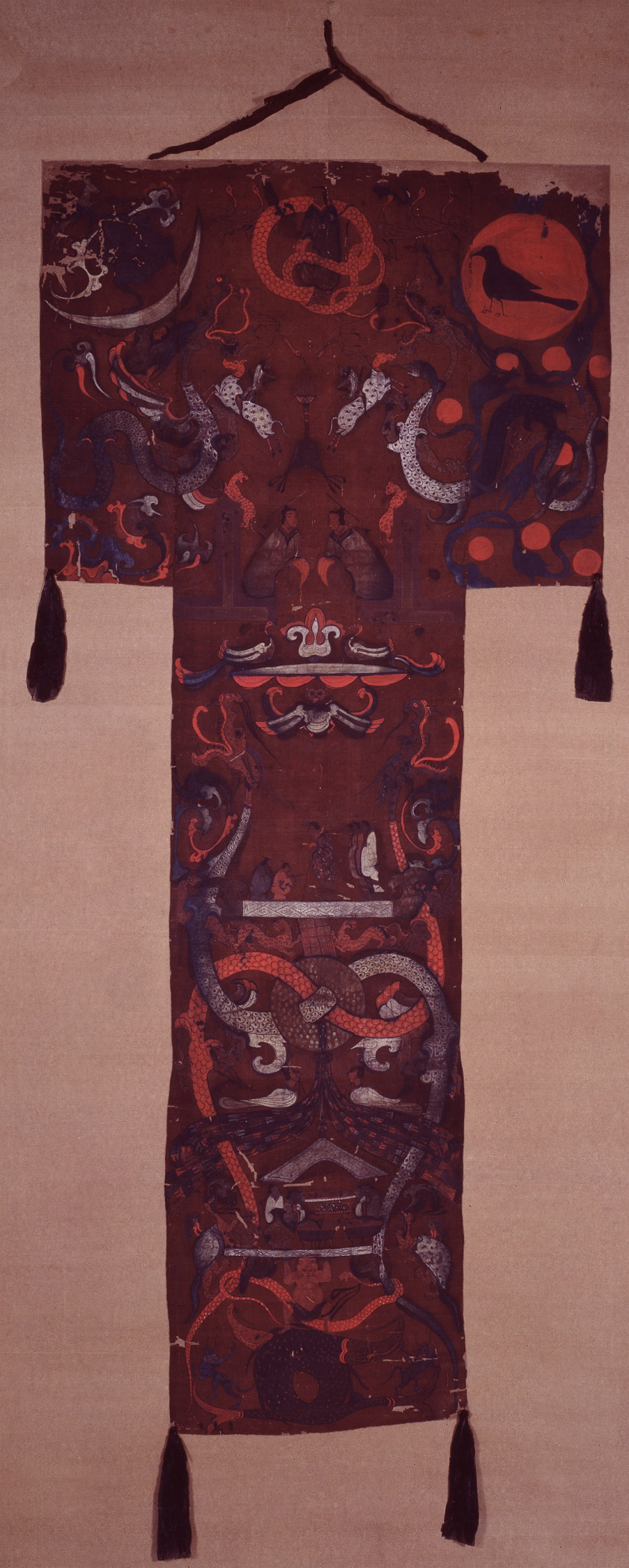
Drappo funerario di "lady" Dai, col suo nome personale (il cognome da sposata Li) Xīnzhuī (辛追), marchesa di Dai, moglie del primo marchese di Dai, Lì Cāng (利蒼) che venne nominato cancelliere del regno di Changsha dalla dinastia Han, oggi conservato presso le tombe Mawangdui

La dinastia Zhou non solo precedette l'unificazione della prima Cina sotto la dinastia Qin, ma il primo impero che ne sorse è considerato il primo ad aver fondato il concetto territoriale di Cina e con essa il principio stesso di aristocrazia esposto nei Riti di Zhou, classificando i differenti gradi di nobiltà.

### Onori, ricompense e leggi dei clan della dinastia Zhou
Il sistema sociale della dinastia Zhou è talvolta indicato come proto-feudalesimo cinese e consisteva nella combinazione del Fengjian (onori e ricompense) con la Zōngfǎ (宗法, legge del clan). I maschi nobilitati erano così indicati per grado discendente:
- nobili – Zhuhou (諸侯T, zhū hóuP),
- gentiluomini ministri (della corte reale) – Qing (卿T, qīngP),
- gentiluomini burocratici – Daifu (大夫T, dàifūP)
- yeomen – Shi (士T, shìP)
- popolazione – Shumin (庶民T, shùmínP).

La Zongfa (legge del clan), applicata comunque a tutte le classi, governava la successione sulla base del diritto di primogenitura. Il figlio primogenito della consorte avrebbe ereditato pertanto i titoli e i domini paterni. Gli altri figli della consorte, delle concubine o delle amanti, avrebbero avuto titoli minori concessi dal loro padre.
Col tempo i titoli persero il loro valore originario e Qing (卿), Daifu (大夫) e Shi (士) divennero tutti sinonimi di ufficiali di corte. I medici erano spesso indicati come Daifu durante questo periodo. Per riferirsi ad un maschio spesso si usava la parola Gongzi che venne poi modificato in mianzi, termine in parte usato ancora oggi.

### Ranghi di parìa della dinastia Zhou
Sotto la dinastia Zhou vi erano dei Wǔděngjuéwèi (五等爵位),, ovvero cinque ranghi aristocratici (abbreviati in Wǔjué) sotto quello del sovrano:

#### Titoli maschili
- Duca, gōng 公, concesso in particolare ai membri della famiglia del sovrano, anche attraverso adozioni, che però col tempo finivano per costituire vere e proprie linee autonome; i duchi più importanti erano indicati implicitamente come "duchi reali" in una forma simile a quello che accade per la Parìa del Regno Unito. Un duca reale cinese poteva ottenere anche il titolo di "re" inteso come titolo di cortesia, simultaneamente al mantenimento del titolo di duca, anche senza avere terre infeudate.
- Marchese, hóu 侯, utilizzato solitamente con la medesima enfasi del corrispondente titolo europeo che premiava cioè i feudatari delle "marche", o terre di confine.
- Conte, bó 伯
- Visconte, zǐ 子, utilizzato anche nei soprannomi cinesi e per indicare i bambini, oltre che come titolo di cortesia quando è impiegato come sinonimo di "maestro" che diviene Kongfuzi o Kongzi, da cui appunto Confucio, Maestro (capo) del clan Kong.
- Barone, nán 男

#### Titoli femminili
I titoli nobiliari femminili variarono nell'aristocrazia a seconda delle differenti dinastie ed ere. Solitamente le donne seguivano per titolo le onorificenze concesse al marito (se si parla ovviamente della consorte principale) e nel caso di figlie di un imperatore esse erano indicate genericamente come principesse o gōngzhǔ (公主).

#### Altri titoli ed onorificenze
Oltre ai ranghi sistematizzati sopra, vi erano altri titoli onorifici in uso in quello stesso periodo come ad esempio Shū (叔, zio paterno minore) o Jiù (舅, zio materno).
I figli dei re che non avevano ricevuto altri titoli solitamente erano indicati col nome generico di Wángzǐ (王子, figlio del re), ed i loro figli erano detti Wángsūn (王孫, nipoti del re). Similmente, i figli e i nipoti di duchi e signori erano chiamati Gōngzǐ (公子, figlio del duca) e Gōngsūn (公孫, nipote del duca).
Questi titoli onorifici in alcuni casi erano ereditabili, pur non indicando più alcuna relazione vera col re regnante. Il termine Gongzi ad esempio divenne un titolo onorifico generico per la giovane nobiltà, termine che ancora oggi è utilizzato in senso spregiativo per indicare un uomo ricco in Cina. Wangzi, sull'altro fronte, è utilizzato ancora oggi per indicare dei principi stranieri (nel senso di figlio del monarca, appunto).

### Nobiltà Chu
Lo Stato meridionale di Chu sviluppò nel contempo una cultura nobiliare differente dagli altri stati, incluso un proprio sistema nobiliare. Il clan reale degli Xiong e le sue linee collaterali di Qu, Jing e Zhao formavano la principale aristocrazia di Chu. Tra i primi titoli sviluppati ricordiamo quello di Tōnghóu (通侯, letteralmente marchese-pari), Zhíguī (執珪, letteralmente portatore dello scettro di giada), Zhíbó (執帛, letteralmente portatore di seta). Oltre a questi ranghi chi riceveva anche dei feudi otteneva il titolo onorifico di Jūn (君, signore).
Le concessioni di titoli nobiliari nello stato di Chu erano realizzate per conquiste militari e per successi in campo civile ma non erano ereditabili per principio.
Prima della sistematizzazione dei ranghi della nobiltà, nei primi anni della dinastia Han, l'imperatore Liu Bang, essendo di origini Chu, concesse titoli sulla base di questo sistema nobiliare.

## Dopo la dinastia Zhou

### Dinastie Qin e Han
Prima della dinastia Qin, Wang (sovrano) era il titolo utilizzato dai governanti dell'intera Cina. Sotto di loro si trovavano i vassalli o Zhūhóu (諸侯), che detenevano dei territori per successione garantiti dalla dinastia Zhou. Il loro compito era quello di supportare il re Zhou durante le emergenze ed erano divisi in cinque ordini di nobiltà. Nel Periodo delle primavere e degli autunni, il re Zhou aveva ormai perso gran parte del proprio potere, ed i vassalli più potenti erano de facto i governanti della Cina. Infine, durante il Periodo dei regni combattenti, molti vassalli si proclamarono Wang o re, e si ritennero al medesimo livello dei re Zhou. Dopo che Ying Zheng, re dello Stato di Qin, poi noto come Qin Shi Huang, ebbe sconfitto tutti gli altri vassalli ed unificato la Cina, egli adottò il nuovo titolo di Huangdi (imperatore). Qin Shi Huang eliminò i titoli nobiliari, sponsorizzando il legalismo, una nuova filosofia che proponeva il merito, non la nobiltà di nascita. Egli forzò tutti i nobili della capitale ad abbandonare le loro terre ed a trasformarle in distretti amministrativi con una distribuzione assegnata sulla base del merito. Dopo l'abdicazione di Qin Er Shi, ultimo governante della dinastia Qin ad usare il titolo di Huangdi (il suo successore Ziying preferì il titolo di re di Qin piuttosto che quello di imperatore), Xiang Yu si indicò come Re Egemone del Chu Occidentale (西楚霸王T, Xīchǔ BàwángP) piuttosto che imperatore. Xiang Yu diede a Yi di Chu il titolo di imperatore di Chu (楚義帝T, Chǔ Yì DìP) o meglio Giusto Imperatore del Chu Meridionale (南楚義帝T, Nán Chǔ Yì DìP) e ricompensò il resto dei suoi alleati, tra cui Liu Bang, con titoli e ministeri. Xiang Yu diede a Liu Bang il principato di Han, fatto che presto lo spinse a sostituirsi a lui come monarca dell'intera Cina.
Il fondatore della dinastia Han, Liu Bang, continuò ad utilizzare il titolo di Huangdi. Per compiacere i suoi alleati in tempo di guerra, diede loro delle terre come loro "regno" (Wangguo) assieme al titolo di Wang. Successivamente egli li fece uccidere e li rimpiazzò con membri della propria famiglia. Questi regni rimasero effettivamente indipendenti sino alla Ribellione dei Sette Regni. Sino ad allora dunque Wang era un titolo ereditario d'alto rango che quindi era paragonabile al moderno titolo di principe e quindi comune tra i parenti dell'imperatore. Il titolo di Gong venne riportato ad un uso meramente nobiliare, sotto quello di Wang. Infine il termine di Wanggong che combinava i due nomi, divenne sinonimo di tutti gli alti ufficiali di corte.
Il titolo di duca di Song e "Duca che continua e onora gli Yin" (殷紹嘉公T, Yīn shào jiā gōngP) venne concesso da Kong An (孔安T, Kǒng ĀnP) alla dinastia Han Orientale. Questa branca della famiglia di Confucio rimase separata dalla linea dei marchesi di Fengsheng e poi duchi di Yansheng.
La dinastia Han concesse il titolo ereditario 周子南君T, Zhōu zǐ nán jūnP al discendente della dinastia Zhou Ji Jia (姬嘉T, Jī JiāP) e ai suoi eredi.

### Tra Han e Sui
Vennero create nel medesimo periodo delle speciali "commende di migranti" e "registri bianchi" per indicare e registrare i molti cinesi Han del nord che si spostarono a sud durante i primi tempi della dinastia Jin Orientale. L'aristocrazia della Cina meridionale si formò proprio grazie a questi migranti. I Capi Celesti e la nobiltà della Cina settentrionale sottomisero la Cina meridionale proprio durante questo periodo e durante la dinastia Jin Occidentale. La regione più popolosa della Cina era la Cina meridionale a seguito della spopolazione del nord, dovuta ai migranti della Cina settentrionale verso la parte meridionale. Differenti ondate di migrazione dal nord della Cina verso il sud crearono gruppi differenti, alcuni tra III e V secolo, altri tra VII e IX.
Il clan Zhou di Runan (汝南周氏T, Rǔnán Zhōu shìP) divenne parte della dinastia Jin Orientale.
I Linghu di Dunhuang (敦煌令狐氏T, Dūnhuáng Línghú shìP) discendevano dal re Wen di Zhou tramite suo figlio, il duca Gao di Bi (畢公高T, Bì gōng GāoP).
Gli Yan di Langye (琅邪顏氏T, Lángyé Yán shìP) discendevano da Yan Zhitui.
Gli otto cognomi nobili (八大贵族T, Bā dà guìzúP) degli Wei Settentrionali erano i Bùliùgū (步六孤), gli Hèlài (賀賴), i Dúgū (獨孤), gli Hèlóu (賀樓), gli Hūniǔ (忽忸), i Qiūmù (丘穆), i Gēxī (紇奚) e gli Yùchí (尉遲).
Malgrado il massacro del clan Cui Hao, il clan Cui di Qinghe sopravvisse nella dinastia Tang.

### Dinastia Sui e dinastia Tang

#### Aristocrazia nord-occidentale
Dall'aristocrazia militare del nord-ovest trassero origine gli imperatori della dinastia Sui e difatti essi enfatizzarono sempre molto la loro discendenza dagli Han, pretendendosi discendenti dall'ufficiale Han, Yang Zhen; il Nuovo Libro di Tang tracciò in questo senso la loro discendenza alla dinastia Zhou attraverso i duchi di Jin.
La dinastia Tang era rivendicava di discendere dalla linea patrilineare da Laozi (il cui nome personale era Li Dan o Li Er), dal generale Li Guang della dinastia Han, dal generale Qin Li Xin e dal governante Li Gao. Gli imperatori Tang avevano discendenze matrilineari dagli Xianbei, tramite la madre dell'imperatore Gaozu di Tang, la duchessa Dugu. Un'ascendenza dalla dinastia Han venne rivendicata dagli imperatori delle dinastie Tang e Sui.

L'aristocrazia nord-orientale della Cina durante il periodo Sui-Tang era dunque di puro sangue Han, e quindi guardava con disprezzo l'aristocrazia nord-occidentale che aveva il sangue misto tra Han e Xianbei. Essa derivava dalle loro madri di stirpe Xianbei. Dugu Tang Sui Guanlong Sui. la Cina venne riunita da loro. L'aristocrazia nord-orientale supportò Wu Zetian mentre quella nord-occidentale gli si oppose.
Durante la dinastia Tang, i nobili persero gran parte del loro potere in favore dei mandarini che rimpiazzarono il Sistema dei nove ranghi. Le nobili origini della famiglia Liang diedero vita a Liang Su, noto studioso confuciano. Una fazione anti-meritocratica venne guidata da Li Linfu.

#### Aristocrazia nord-orientale
Il potere passò lentamente nelle mani dell'aristocrazia nord-orientale che si distingueva da quella delle Pianure Centrali o da quella nord-occidentale.
Venne proclamato un "bando di matrimonio" di cui si dà maggiore spiegazione di seguito.
Durante la dinastia Tang, la famiglia Li di Zhaojun (赵郡李氏T, Zhào jùn Lǐ shìP), il Clan Cui di Boling, il Clan Cui di Qinghe, il Clan Lu di Fanyang, la famiglia Zheng di Xingyang (荥阳郑氏T, Xíngyáng Zhèng shìP), la famiglia Wang di Taiyuan (太原王氏T, Tàiyuán Wáng shìP) e la famiglia Li di Longxi (隴西李氏T, Lǒngxī Lǐ shìP) furono le sette famiglie nobili (七姓十家T, Qī xìng shíP) tra le quali il matrimonio venne bandito dalla legge. Moriya Mitsuo scrisse una storia del tardo periodo Han-Tang di Taiyuan Wang. Tra le famiglie più forti vi era appunto quella di Taiyuan Wang. La proibizione del matrimonio tra i clan indicati venne decretata nel 659 dall'imperatore Gaozong e tale situazione continuò sino a quando una donna del dei Boling Cui non sposò un membro dei Taiyuan Wang, dando vita al poeta Wang Wei. Egli era figlio di Wang Chulian che era a sua volta figlio di Wang Zhou. Matrimoni tra le diverse famiglie, ad ogni modo, continuarono ad essere celebrati clandestinamente dopo che Gaozong strinse ulteriormente i canoni di questi matrimoni. Il principe Jin, figlio del re Ling della dinastia Zhou, è indicato come il più antico antenato diretto dei Taiyuan Wang. I Longmen Wang erano una linea cadetta della dinastia Zhou e discendevano da Taiyuan Wang, e Wang Yan e suo nipote Wang Tong provenivano da questa linea cadetta. Sia i monaci buddhisti che i funzionari provenivano dalla famiglia Wang di Taiyuan, come per esempio il monaco Tanqian. La famiglia Wang di Taiyuan comprendeva Wang Huan. Il loro status di "Sette Grandi Cognomi" divenne noto durante il regno di Gaozong. La famiglia Taiyuan Wang diede vita a Wang Jun che servì sotto l'imperatore Huai di Jin. Il ramo Fuzhou dei Taiyuan Wang diede i natali al monaco buddista Baizhang.
Tra gli altri clan erano inclusi i Zhao di Tianshui 天水趙氏, i Gao di Bohai 渤海高氏, i Liu di Pengcheng 彭城劉氏, gli Zhang di Qinghe 清河張氏, gli Zhang di Nanyang 南陽張氏, i Pei di Hedong 河東裴氏, gli Wei di Jingzhao 京兆韋氏, gli Yang di Hongong 弘農楊氏 e gli Wang di Langye 琅邪王氏.
La famiglia Zheng di Xingyang 滎陽鄭氏 pretendeva di essere discendente dei re della dinastia Zhou tramite i regnanti dello Stato di Zheng. 
Il rango di marchese di Xingyang venne creato per Zheng Xi. The Xingyang Zheng spawned Zheng Daozhao and Zheng Xi. Zheng Wanjun was a member of the Xingyang Zheng. The Xingyang Zheng spawned Zheng Yuzhong (Zheng Qiao). The Xingyang Zheng spawned Zheng Jiong. Gli Zheng di Xingyang sono stati talvolta male indicati come Zheng di Rongyang.
La principale linea degli Longxi Li risale alla famiglia imperiale Tang con membri rilevanti come Li Jiongxiu, Li Yiyan, Li Kui, Li Wei, Li Fengji, Li Zhongyan, Li Jing, Li Zhaode e Li Bai.
Cui Qun era parte del Clan Cui di Qinghe.
La linea Tang Longxi includeva inoltre altre sottolinee come i Guzang Li (姑臧李), da cui provenne ad esempio Li Zhuanmei 李專美.
I principali studiosi delle due linee furono nella storiografia, per gli Zhaojun Li lo scrittore David Johnson mentre per i Cui di Boling la scrittrice Patricia Ebrey.
I cadetti Canhuang Li erano parte dei Li di Zhaojun. I Li di Longxi diedero vita a Li Kuan 李觀 mentre i Li di Zhaojun produssero Li Hua 李華.
Gli Tianshui Zhao 天水趙氏. La dinastia che gli imperatori Song avevano derivato da Guandong Zhao produsse gli imperatori Tang.
I sette clan originari vennero divisi in ulteriori 44 ramificazioni.
I Li di Zhaojun ed i Lu di Fanyang derivati da Shandong e correlati col clan Liu collegato con gli Yang di Hongnong e altri clan di Guanlong.
I Li di Zhaojun, Lu di Fanyang, Zheng di Yingyang 滎陽鄭氏 erano di origine Shandong come gli Wang di Taiyuan.
Gli Yang di Hongnong 弘農楊氏 si diceva fossero antenati degli imperatori Sui come si diceva dei Longxi Li che fossero antenati degli imperatori Tang. I duchi di Jin si definivano antenati dei Hongnong Yang. Dali Yang di Hongnong derivarono gli 楊昭儉 Yang Zhaojian. Questa famiglia era la casata di Yang Guozhong, Yang Guifei, e Yang Wan I loro antenati erano Yang Zhen e prestarono servizio durante il regno dell'imperatore An di Han. Egli è menzionato nel Libro degli Han posteriori.
I Pei di Hedong 河東裴氏 produssero Pei Qi.
Gli Yang di Hongnong, i Jia di Hedong, gli Xiang di Henei e gli Wang di Taiyuan della dinastia Tang vennero proclamati come antenati della dinastia Song.
Gli Zhou di Runan 汝南周氏 vissero sino al crollo della dinastia Tang.
Meng Haoran e Meng Jiao erano discendenti di Mencio che visse durante la dinastia Tang.

### Dopo la dinastia Tang
Molte famiglie della dinastia Song discesero dalla nobiltà di era Tang.
Molti rami cadetti della dinastia imperiale dei Tang confluirono in quella di Fujian, fondata da Li Dan 李丹 ed in un'altra fondata da Li Fu 李富.
La linea dei Tang Longxi includeva anche le sottolinee come quella di Guzang Li 姑臧李, dalla quale derivò Li Zhuanmei 李專美, il quale servì l'ultima dinastia Jin.
I discendenti degli imperatori Tang vivono attualmente nel villaggio di Chengcun presso i monti Wuyi nel Fujian.
Le successive dinastie espansero i loro titoli ereditari anche se non tutti i titoli lo furono e lo stesso diritto di trasmissibilità era considerato un grande privilegio; alla fine della dinastia Qing, vi erano cinque gradi di principi, oltre ad una miriade di titoli.
Diverse famiglie cinesi ottennero dei titoli ereditari, tra cui il Santo Duca di Yen (discendenti di Confucio); altri, come coloro che erano discendenti di Wen Tianxiang, vennero nobilitati dal duca di Xingguo, senza avere titolo nobiliari ereditari.
Quando la dinastia Ming inglobò gli ufficiali militari dell'imperatore Zhu Yuanzhang, decise di concedere a questi dei titoli nobiliari e uno stipendio con valore meramente simbolico. (功臣世表) La famiglia Mu Ying fu tra queste. Vennero nel contempo stabilite regole speciali per gli abusi dei titoli.
Zengzi era un discendente della dinastia dei re di Xia attraverso Shao Kang.
Il figlio del Duca Huan di Lu attraverso Qingfu (慶父) furono antenati di Mencio. Egli era discendente dal duca Yang di Lu 魯煬公. Il duca Yang era figlio di Bo Qin, il quale a sua volta era figlio del Duca di Zhou della dinastia Zhou.
Durante la dinastia Ming, uno dei discendenti di Mencio ottenne il titolo ereditario presso l'Accademia Hanlin dall'imperatore. Il titolo era quello di Wujing Boshi (五经博士; 五經博士; Wǔjīng Bóshì).
Nel 1452 Wujing Boshi venne concesso alla discendenza di Mengzi-Meng Xiwen 孟希文 per 56ª generazione a quella di Yan Hui-Yan Xihui 顔希惠 per 59ª generazione, ed a quella di Zhou Dunyi-Zhou Mian 週冕 per 12ª generazione, oltre ai due fratelli Cheng (Cheng Hao e Cheng Yi-Chen Keren 程克仁 per 17ª generazione), Zhu Xi-Zhu Ting 朱梴 (Zhu Chan?) in 9ª generazione, nel 1456-1457, nel 1539 alla discendenza di Zeng Zhicui 曾質粹 in 60ª generazione e nel 1622 alla discendenza di Zhang Zai oltre che nel 1630 a Shao Yong. La discendenza di Zhang Zai ricevette la nomina a wujing boshi assieme a quella di Zhu Xi, di Cheng Hao, di Cheng Yi e di Zhou Dunyi. Le biografie di quanti ottennero il titolo di Wujing Boshi durante la dinastia Ming si possono trovare al volume 284, Biografie 172 della Storia dei Ming (明史).
I clan imperiali consistevano in quanti erano in grado di tracciare una loro discendenza diretta dal fondatore della dinastia Qing, e si distinguevano per il privilegio di indossare una cintura gialla in vita; i parenti lontani della casa imperiale indossavano invece una cintura rossa. In totale vennero conferiti dodici gradi di nobiltà (in scala discendente) da ogni imperatore; in tredicesima generazione, i discendenti degli imperatori venivano equiparati alla popolazione ordinaria, comunque mantenendo il privilegio di portare la cintura gialla. I capi di otto casate, i principi elmati, mantenevano in perpetuo i loro titoli ed il diritto di primogenitura in virtù dell'aiuto concesso durante la Conquista Manciù della Cina.
Il titolo di Wujing Boshi 五經博士 venne creato nella dinastia Han. I detentori del titolo erano considerati parte dell'Accademia Hanlin.
I saggi confuciani (Discepoli di Confucio e studiosi neoconfuciani) ottennero il titolo di "Wujing Boshi" (五经博士; 五經博士; Wǔjīng Bóshì). Ve ne erano in totale 22. "Present Day Political Organization of China" di V.V. Hagelstrom e H.S. Brunnert contiene un elenco delle persone che ottennero tale titolo: Il titolo di 五經博士 Wu3 Ching1 Po2 Shih4, o semplicemente 博士 Po2 Shih4 (letteralmente "designazione", 大瀚博 Ta4 Han4 Po2), veniva anch'esso trasmesso per linea ereditaria e diretta ai discendenti dei seguenti uomini famosi dell'antichità: 1. 周公 Chou1 Kung1, 2. 顏淵 Yen2 Yüan1, 3. 曾子輿 Tsêng1 Tzu3-yü2, 4. 閔子騫 Min3 Tzu3-ch'ien1, 5. 仲季路 Chung4 Chi4-lu4, 6. 有子有 Yu3 Tzu3-yu3, 7. 端木子貢 Tuan1 Mu4 Tzu3 Kung4, 8. 卜子夏 Pu3 Tzu3-hsia4, 9. 言子游 Yen2 Tzu3-yu2, 10. 冉伯牛 Jan3 Po2-niu2, 11. 冉仲弓 Jan3 Chung4-kung1, 12. 顓孫子張 Chuan1 Sun1 Tzu3 Chang1, 13. 孟子 Mêng4 Tzu3, 14. 伏生 Fu2 Shêng1, 15. 韓愈 Han4 Yü4, 16. 周敦頤 Chou1 Tun1-i2, 17. 邵雍 Shao4 Yung1, 18. 程顥 Ch'êng2 Hao4, 19. 程頤 Ch'êng2 I2, 20. 張載 Chang 1 Tsai3, 21. 朱熹 Chu1 Hsi3, and 22. 關羽 Kuan1 Yü3. Esso venne inoltre garantito ai rami cadetti della famiglia di Confucio a Quzhou.
I discendenti dei Quattro Saggi 四氏, Confucio, Mencio, Zengzi e Yan Hui continuarono a godere dei titoli loro concessi dagli imperatori Ming e Qing.
I Qing nominarono i discendenti della casata imperiale Ming al titolo di Marchese di Estesa Grazia.
La discendenza di Zhang Daoling, i Maestri Celesti ebbero il titolo di 正一嗣教眞人.
La linea principale dei discendenti del duca di Zhou proveniva dal primogenito, il regnante dello Stato di Lu, terzo figlio di Bo Qin, Yu (魚) i cui discendenti adottarono il cognome Dongye (東野).
東野家族大宗世系 Albero genealogico dei discendenti del duca di Zhou in cinese.
Gli Zhikou (Chikow) Chiang come Chiang Kai-shek erano discendenti da Chiang Shih-chieh che durante il XVII secolo si spostò dal distretto di Fenghua ed i cui antenati provenivano dalla provincia cinese di Zhejiang (Chekiang) dopo essersi spostati dalla Cina settentrionale nel XIII secolo. Il terzo figlio del duca di Zhou del XII secolo (管叔鮮) era antenati dei Chiangs.
Il più antico e continuo titolo nobiliare dell'aristocrazia cinese è quello detenuto dai discendenti di Confucio come duca Yansheng, che dal 1935 è stato rinominato in Ufficiale Sacrificale di Confucio dalla Repubblica di Cina. Il titolo è attualmente detenuto da Kung Tsui-chang.
I defezionisti dell'esercito Han ebbero un ruolo importante nella conquista della Cina da parte della dinastia Qing. I generali Han che sconfissero i Manciù ottennero sovente in moglie donne provenienti dalla famiglia imperiale Aisin Gioro. Il capo manciù Nurhaci diede in sposa una delle sue nipoti al generale ming Li Yongfang 李永芳 dopo che si arrese a Fushun nel Liaoning ai Manciù nel 1618. La prole di Li ricevette il titolo di "Visconte di terza classe" (三等子爵T, sān děng zǐjuéP). Li Yongfang era antenato di Li Shiyao 李侍堯.
Alla resa di Zheng Keshuang ricevette il titolo di duca Haicheng dai Qing e Feng Xifan rircevette il titolo di conte Zhongcheng.
Shi Lang ricevette il titolo di marchese Jinghai dai Qing.
Zeng Guofan, Zuo Zongtang e Li Hongzhang ricevettero il titolo di marchese dai Qing. Zeng Guofan era discendente di un ramo cadetto dei Zengzi.
Gran parte dei titoli nobiliari vennero aboliti in Cina con l'avvento della repubblica nel 1912, pur mantenendo all'attivo alcuni titoli come quello di Duca Yansheng. I titoli ripresero vigore per breve tempo sotto l'impero di Yuan Shikai e dopo il colpo di stato di Zhang Xun. L'ultimo imperatore ottenne il permesso di mantenere il suo titolo ma sino al 1924 venne trattato come un monarca straniero. Anche il Manciukuò creò dei titoli di nobiltà.
La concessione di titoli venne abolita definitivamente con la fondazione della Repubblica Popolare Cinese nel 1949.
Le famiglie dei discendenti dei Quattro Saggi 四氏 continuano a ricoprire i loro incarichi ereditari nella Repubblica di Cina (Taiwan) come ad esempio l'Ufficiale Sacrificale di Confucio, l'"Ufficiale Sacrificale di Mencio", l'"Ufficiale Sacrificale di Zengzi" e l'"Ufficiale Sacrificale di Yan Hui".

### Elenco delle persone a cui è stato garantito un titolo nobiliare da Yuan Shikai come imperatore autoproclamato (1915-1916)
Dopo la caduta della dinastia Qing e dell'"Ultimo Imperatore" Pu Yi durante la Rivoluzione Xinhai del 1911, il presidente cinese Yuan Shikai tentò di far risorgere il sistema imperiale, proclamandosi imperatore per un breve periodo nell'Impero di Cina (1915-1916) che terminò con la sua morte 83 giorni dopo la sua inaugurazione. Durante questo periodo, Yuan Shikai come sovrano nobilitò diverse persone, più che altro alleati e sostenitori del suo nuovo impero. Alcuni declinarono tali onori.

#### Principe di primo rango Wuyi (武義親王Wǔyì qīn wáng)

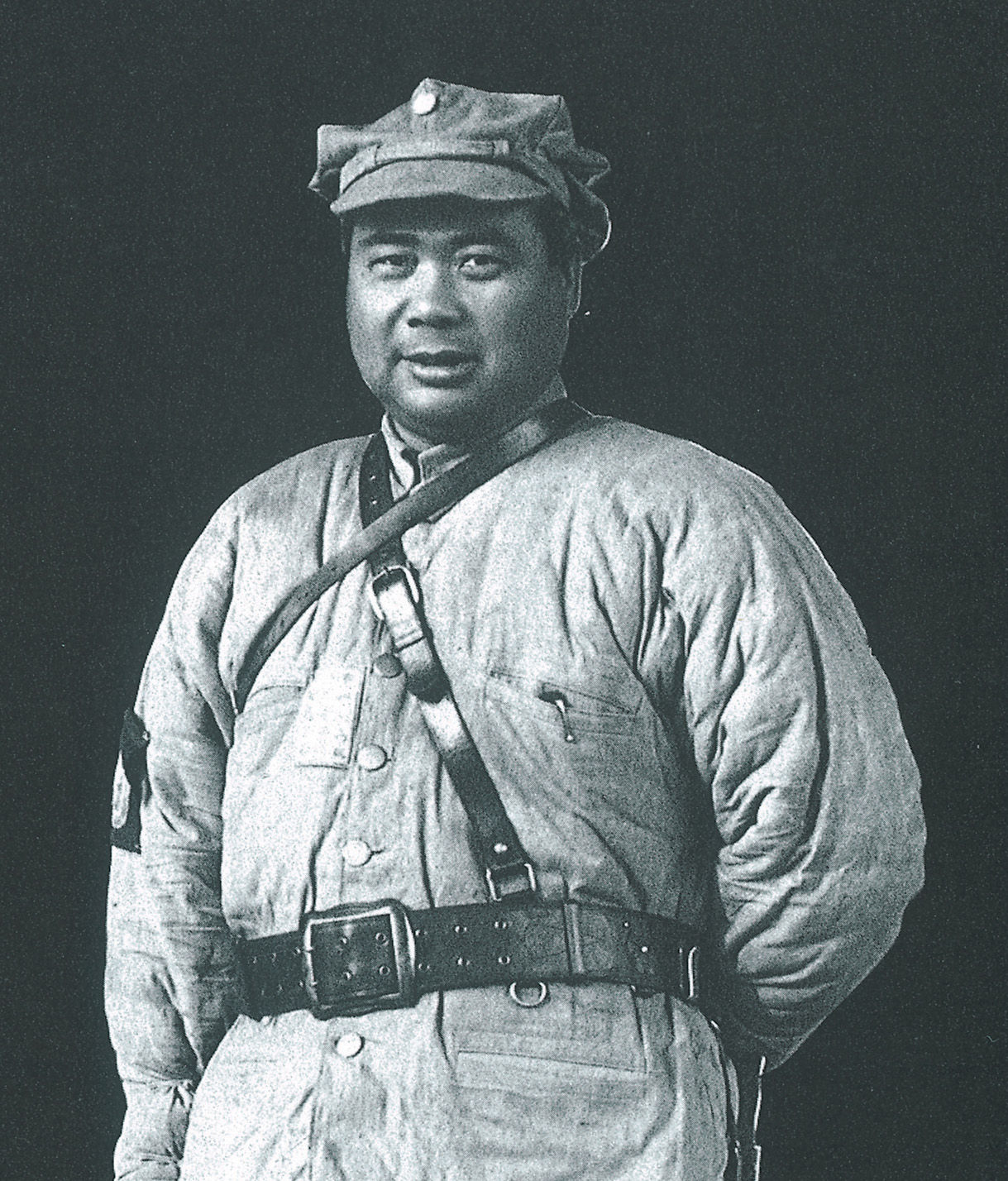
Feng Yuxiang, creato barone di terzo rango da Yuan Shikai che si proclamò imperatore nel 1915, appena cinque anni dopo che Yuan Shikai lo aveva imprigionato e privato dei suoi gradi militari; inviato a combattere per Yuan Shikai col suo nuovo titolo nobiliare e un rango militare ritrovato, Feng Yuxiang prese contatti col nemico e per la seconda volta venne privato dei suoi gradi.

- Li Yuanhong
- Duca Yansheng Kong Lingyi[205]

#### Duchi di primo rango (一等公Yī děng gōng)
- Long Jiguang (龍濟光)
- Zhang Xun
- Feng Guozhang
- Jiang Guiti (姜桂題)
- Duan Zhigui
- Ni Sichong
- Liu Guanxiong

#### Marchesi di primo rango (一等侯Yī děng hóu)
- Tang Xiangming (湯薌銘)
- Li Chun (李純)
- Zhu Rui (朱瑞)
- Lu Rongting
- Zhao Ti (趙倜)
- Chen Yi
- Tang Jiyao
- Yan Xishan
- Wang Zhanyuan (王占元)
- Lui Kang

#### Conti di primo rango (一等伯Yī děng bó)
- Zhang Xiluan (張錫鑾)
- Zhu Jiabao (朱家寶)
- Zhang Mingqi (張鳴岐)
- Tian Wenlie (田文烈)
- Jin Yunpeng
- Yang Zengxin (楊增新)
- Lu Jianzhang (陸建章)
- Meng Enyuan (孟恩遠)
- Qu Yinguang (屈映光)
- Qi Yaolin (齊耀琳)
- Cao Kun
- Yang Shande (楊善德)

#### Visconti di primo rango (一等子Yī děng zǐ)
- Zhu Qinglan (朱慶瀾)
- Zhang Guangjian (張廣建)
- Li Houji (李厚基)
- Liu Xianshi (劉顯世)

#### Baroni di primo rango (一等男Yī děng nán)
- Ma Anliang (馬安良)
- Xu Shiying (許世英)
- Qi Yang (戚揚)
- Ren Kecheng (任可澄)
- Wang Yitang (王揖唐)
- He Zonglian (何宗蓮)
- Zhang Huaizhi (張懷芝)
- Long Jinuang (龍覲光)
- Chen Bingkun
- Lu Yongxiang (盧永祥)
- Lü Diaoyuan (呂調元)
- Jin Yong (金永)
- Cai Rukai (蔡儒楷)
- Duan Shuyun (段書雲)
- Long Jianzhang (龍建章)
- Shen Jinjian (沈金鑑)
- Pan Juying (潘矩楹)

#### Baroni di terzo rango (三等男Sān děng nán)
- Feng Yuxiang